# La Vie miraculeuse de Thérèse Martin
La Vie miraculeuse de Thérèse Martin is een Franse dramafilm uit 1930 onder regie van Julien Duvivier. Destijds werd de film uitgebracht onder de titel Het wonderbare leven van Thérèse Martin.

## Verhaal
Thérèse Martin verlaat haar familie in Lisieux en treedt binnen bij de ongeschoeide karmelietessen. Gedurende haar leven wordt ze tweemaal op de proef gesteld door Satan. Hij verschijnt een eerste keer aan haar, voordat ze haar gelofte aflegt. De tweede keer stelt de duivel haar geloof op de proef, wanneer ze ziek te bed ligt met tuberculose.

## Rolverdeling
| Acteur           | Personage      |
| ---------------- | -------------- |
| Simone Bourday   | Thérèse Martin |
| André Marnay     | Priester       |
| François Viguier | Satan          |
| Lionel Salem     | Louis Martin   |